# هضبات روما السبع

خريطة تخطيطية لروما تظهر التلال السبعة (يمين الخريطة).

هضبات روما السبع ((بالإيطالية: Sette colli di Roma)‏ ‎[ˈsɛtte ˈkɔlli di ˈroːma]‏, (باللاتينية: Septem colles/ montes Romae)‏) توجد شرق نهر التيبر وتشكل القلب الجغرافي لروما داخل جدران المدينة القديمة.
و هذه التلال (الهضاب)هي :
- هضبة أفينتن
- هضبة كايليان
- هضبة كابيتولين
- ''هضبة إسكيلين
- هضبة بالاتين
- هضبة كيرينال
- هضبة فيمينال

و لا تحتسب هضبة الفاتيكان الواقعة شمال غرب نهر التيبر، وهضبة البنيسيان الواقعة إلى الشمال، وهضبة جانييكول، التي تقع إلى الغرب، بين التلال السبعة التقليدية .